# Velká Morava (Dolní Morava)
Velká Morava (německy Groß Mohrau) je část obce Dolní Morava v okrese Ústí nad Orlicí v Pardubickém kraji. Nachází se na levém břehu Moravy. Velká Morava je také název katastrálního území o rozloze 21,86 km².

## Historie
První písemná zmínka o obci pochází z roku 1564.

## Obyvatelstvo
| Rok            | 1869 | 1880 | 1890 | 1900 | 1910 | 1921 | 1930 | 1950 | 1961 | 1970 | 1980 | 1991 | 2001 | 2011 | 2021 |
| -------------- | ---- | ---- | ---- | ---- | ---- | ---- | ---- | ---- | ---- | ---- | ---- | ---- | ---- | ---- | ---- |
| Počet obyvatel | 540  | 567  | 546  | 435  | 425  | 388  | 383  | 253  | 217  | 201  | 181  | 152  | 157  | 163  | 258  |
| Počet domů     | 88   | 57   | 57   | 91   | 90   | 89   | 98   | 93   | 93   | 48   | 47   | 72   | 48   | 68   | 91   |

## Obecní správa
Při sčítání lidu v letech 1850–1959 Velká Morava byla samostatnou obcí v okrese Šumperk. V letech 1960–1988 byla částí obce Dolní Morava v okrese Ústí nad Orlicí. Od 1. ledna 1989 do 23. listopadu 1990 byla částí města Králíky v okrese Ústí nad Orlicí. Od 24. listopadu 1990 je opět částí obce Dolní Morava v okrese Ústí nad Orlicí.

## Pamětihodnosti
- Socha svatého Jana Nepomuckého stojí směrem k Malé Moravě
- Kostel svatého Aloise
- Sochy svatého Jana Nepomuckého, svatého Jiří, svatého Prokopa a Archanděla Michaela na zídce před kostelem
- v katastrálním území se nachází vrchol Králického Sněžníku

## Galerie

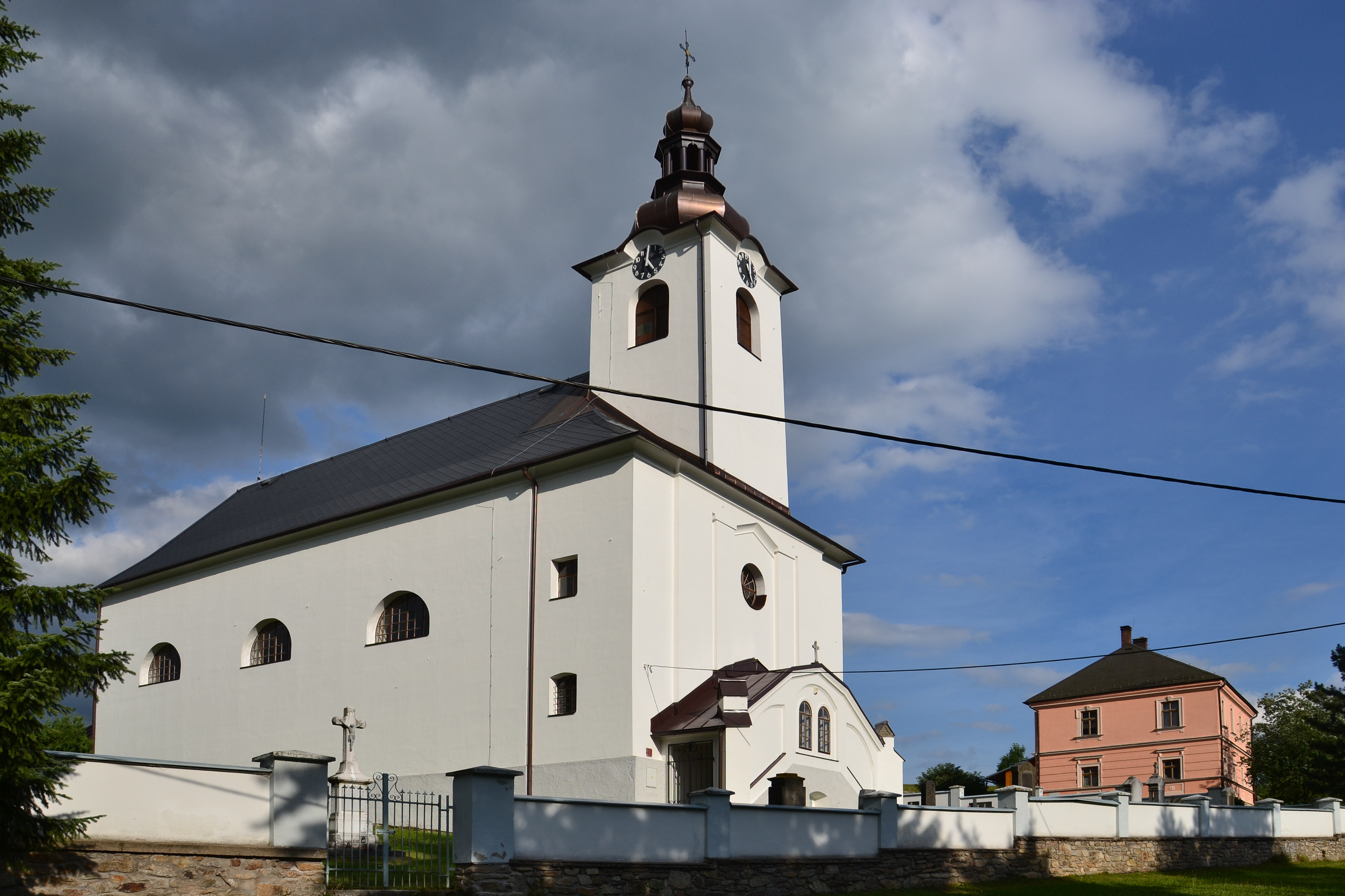
Kostel svatého Aloise
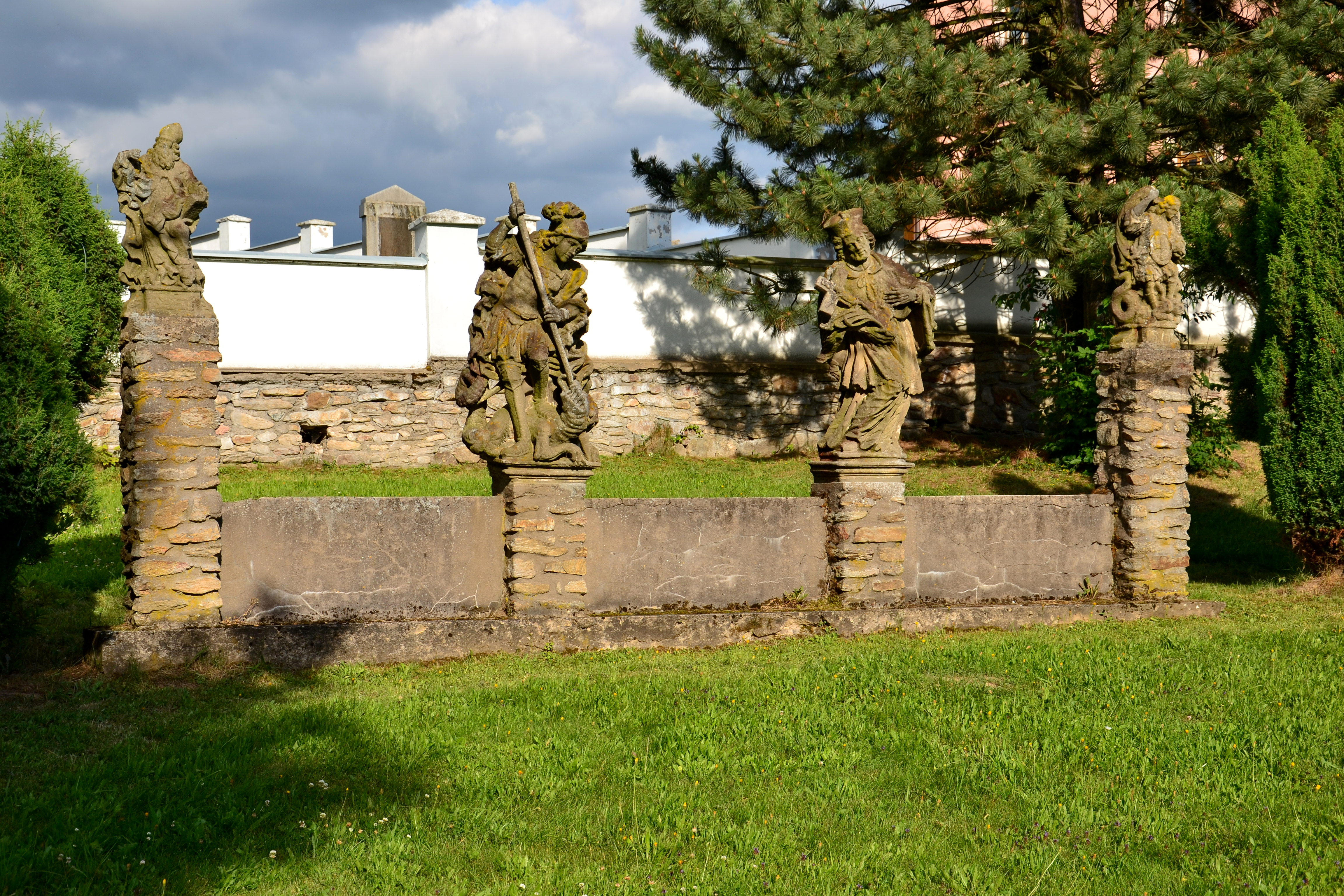
Sochy světců před kostelem